# Deutscher Verband für Wohnungswesen, Städtebau und Raumordnung
Der Deutsche Verband für Wohnungswesen, Städtebau und Raumordnung e. V. (kurz: Deutscher Verband) befasst sich mit Grundsatzfragen und Zukunftsperspektiven der Wohnungs- und Immobilienwirtschaft, des Städtebaus und der Raumentwicklung. Die Anschrift ist Berlin Littenstraße 10 im Haus der Verbände.

## Aufgaben
Der 1946 gegründete Verband ist Partner vieler Projekte aus den Bereichen Wohnungswesen, Städtebau und Raumordnung. Dazu gehören Projekte, die im Rahmen der Territorialen Agenda der Europäischen Union gefördert werden. Mit Kommissionen und Arbeitsgruppen erarbeitet der Verband Vorschläge und Empfehlungen für Gesetzgebung und Praxis. Dabei sieht er sich als „Clearingstelle des Bundesministeriums für Verkehr, Bau und Stadtentwicklung und den verwandten Verbänden“.

## Mitglieder
Mitglieder sind  Kommunen, Forschungseinrichtungen, Kreditinstitute und andere Unternehmen, Politiker sowie Einzelpersonen. 

## Organisation
Der Vorstand besteht aus
- dem Präsidenten Michael Groschek,
- den Vizepräsidenten Rolf Buch und Monika Fontaine-Kretschmer,
- dem Schatzmeister Axel Vogt,
- dem Generalsekretär Christian Huttenloher,
- der Ehrenpräsidentin Irene Wiese-von Ofen

sowie den weiteren Mitgliedern
- Axel Gedaschko, Axel Guthmann, Detlev W. Kalischer, Lukas Siebenkotten und Annett Jura.

Ein weiteres Organ ist der Verbandsrat, dessen Vorsitz Michael Groschek innehat.